# Łoskot
Łoskot – polski zespół jazzowy związany ze sceną yassową, powstały w lecie 1993 roku. Łoskot zadebiutował na pierwszym festiwalu Gdynia Summer Jazz Days. Założycielem grupy jest Mikołaj Trzaska, równolegle muzyk Miłości.
Łoskot występował na festiwalach w kraju i za granicą: Warsaw Summer Jazz Days, Jazz Fair Poznań, I Yass Festiwal Kraków, Polens-Volens Berlin 1999, Jazz in Kiev 2000 i dawał liczne koncerty indywidualne.

## Skład
- Mikołaj Trzaska – saksofony, klarnet basowy
- Piotr Pawlak – gitara elektryczna
- Olgierd Walicki – kontrabas
- Macio Moretti – perkusja

## Byli członkowie
- Tomasz Gwinciński – perkusja
- Jacek Majewski – perkusja
- Jacek Olter – perkusja
- Szymon Rogiński – didgeridoo

## Dyskografia
- Koncert w Mózgu (1995)
- Amariuch (1998)
- Śmierdzące kwiatuszki (2000)
- Sun (2005)
- Official Bootleg (2017)